# Zio Paperone - Una questione di estrema gravità
Zio Paperone - Una questione di estrema gravità (più semplicemente Una questione di estrema gravità; titolo originale: A Matter Of Some Gravity) è una storia della Walt Disney realizzata dal cartoonist statunitense Don Rosa nel 1996. La storia è stata pubblicata in Italia per la prima volta nel 1998, nel numero 104 della rivista Zio Paperone.
Nel 2002 Don Rosa pubblicherà la storia Zio Paperone – Un problema di memoria, la cui struttura ricorda da vicino la storia in questione, ed al cui interno sarà presente un riferimento agli avvenimenti qui presenti.

## Trama
La storia vede inizialmente Paperino affaccendato con lavori domestici nel deposito di suo zio Paperone. Egli, dovendo sostituire la segretaria del ricco papero, fa entrare inavvertitamente Amelia all'interno del deposito, la quale ne approfitta per gettare un incantesimo sui due malcapitati, scandendo la formula magica Gravitatus Horizontus.
In un primo momento la situazione non sembra essere mutata, ma ben presto Paperino e Paperone si rendono conto che il loro centro di gravità è radicalmente cambiato, e che loro sono in realtà in piedi su una parete.
La storia vede poi i due cercare di raggiungere Amelia, la quale sta cercando di tornare in Italia con la numero uno. Si susseguono così diversi gag incentrate sulla situazione precaria in cui i due paperi si ritrovano a dover inseguire Amelia, cercando di appoggiarsi ai più disparati oggetti ed edifici. 
A salvare la situazione, alla fine della storia, sono i tre nipotini Qui, Quo e Qua, i quali, attraverso un astuto stratagemma, riescono a portare Paperino e Paperone all'interno dell'aereo sulla quale Amelia sta tentando di fuggire. 
Paperone dunque riesce a rompere la bacchetta magica di Amelia, ma questa fa in tempo a lanciare un ultimo incantesimo gravitazionale contro Paperino, che la sta sbeffeggiando.
La storia si chiude con Paperino affaccendato, ancora una volta, all'interno del deposito, ma stavolta con la scala poggiata sul soffitto.

## Accoglienza
La storia ha ricevuto una candidatura agli Eisner Awards nel 1998 come Migliore Storia Breve.